# Slottsstek
Slottsstek, ou "assado do castelo do rei", é uma iguaria típica da culinária da Noruega, um assado de carne de vaca feito no forno, com temperos que não são típicos da cozinha norueguesa de todos os dias. O corte de carne, que pode ser de qualquer parte superior do boi, é selado numa panela onde se aqueceu manteiga com óleo, virando de todos os lados, até a carne ficar cozinhada por fora. Retira-se a carne e, no molho que ficou na panela, cozinha-se cebola cortada até que fique corada; tira-se do lume e junta-se farinha de trigo, mistura-se bem e acrescenta-se melaço, vinagre, caldo-de-carne, louro, anchovas e um saquinho de gaze com pimenta redonda; coloca-se de novo a carne e volta ao lume até ferver, quando se transfere para o forno, cobre-se e deixa-se a uma temperatura baixa que deixe a preparação ferver muito lentamente, para não perder líquido; a carne deve ficar pronta em cerca de três horas. A carne é servida com o molho servido à parte, sem o louro, nem o saquinho com a pimenta, doce de mirtilos e batatas cozidas. 